# Opportunity (Washington)
Opportunity az Amerikai Egyesült Államok északnyugati részén, Washington állam Spokane megyéjében elhelyezkedő egykori statisztikai település, 2003 óta Spokane Valley városrésze. A 2000. évi népszámláláskor 25 065 lakosa volt.
Az Opportunity nevet egy 1905-ös javaslat alapján választották ki.

## Népesség
A 2000-es népszámláláskor   25 065 lakója, 10 242 háztartása és 6667 családja volt. A népsűrűség 1448,8 fő/km2. A lakóegységek száma 10 827, sűrűségük 625,8 db/km2. A lakosok 93,52%-a fehér, 1,01%-a afroamerikai, 1,01%-a indián, 1,29%-a ázsiai, 0,1%-a a Csendes-óceáni szigetekről származik, 0,63%-a egyéb-, 2,45%-a pedig kettő vagy több etnikumú. A spanyol vagy latino származásúak aránya 2,67% (1,8% mexikói, 0,2% Puerto Ricó-i,  0,7% pedig egyéb spanyol/latino származású.)
A háztartások 31,8%-ában élt 18 évnél fiatalabb. 48,7% házas, 12,1% egyedülálló nő; 34,9% pedig nem család. 28,8% egyedül élt; 11,1%-uk 65 éves vagy idősebb. Egy háztartásban átlagosan 2,42 személy élt; a családok átlagmérete 2,95 fő.
Lakóinak 25,7%-a 18 évesnél fiatalabb, 9,8% 18 és 24 év közötti, 27,9%-uk 25 és 44 év közötti, 21,8%-uk 45 és 64 év közötti, 14,8%-uk pedig 65 éves vagy idősebb. A medián életkor 36 év volt. Minden 100 nőre 91,5 férfi jut; a 18 évnél idősebb nőknél ez az arány 87,4.
A háztartások medián bevétele 38 658 amerikai dollár, ez az érték családoknál $44 230. A férfiak medián keresete $35 435, míg a nőké $25 860. Az egy főre jutó bevétel (PCI) $18 116. A családok 6,3%-a, a teljes népesség 9%-a élt létminimum alatt; a 18 év alattiaknál ez a szám 10,7%, a 65 évnél idősebbeknél pedig 6,2%.

## Fordítás
Ez a szócikk részben vagy egészben  az   Opportunity, Washington című angol Wikipédia-szócikk ezen változatának fordításán alapul.  Az eredeti cikk szerkesztőit annak laptörténete sorolja fel. Ez a jelzés csupán a megfogalmazás eredetét és a szerzői jogokat jelzi, nem szolgál a cikkben szereplő információk forrásmegjelöléseként.